# Risano (fiume)
Il Risano (in sloveno Rižana) è un fiume sloveno lungo 19 km del comune di Capodistria. 
La sorgente del Risano (Izvir Rižane) si trova sul margine carsico presso la chiesa di Santa Maria (Sv. Marija) nei pressi dell'insediamento di Besovizza (Bezovica). Il fiume, scorrendo verso il Vallone di Capodistria (Koprski zaliv), passa a ovest del colle Sermino (Srmin) scaricandosi quindi in mare. Parte delle sue acque defluiscono ancora nella Val Stagnon (Škocjanski zatok) attraverso un canale di scolo (razbremenilnik), retaggio del "Risano vecio".
Presso la sorgente vi sono le opere di presa dell'acquedotto del Risano (Rižanski vodovod).
Il flusso medio annuo del fiume è di 4,6 m³, oscillando, a seconda delle precipitazioni e stagioni, dai 0,2 m³ ai 30 m³, con un picco massimo di 112 m³. Il bacino del fiume misura 202 km² (dei quali 120 km² sulla superficie carsica).
Il fiume ha 12 affluenti di destra e 6 di sinistra, tra cui il torrente Cristoglie (Hrastovski potok), il torrente Racorazzo (Rakovec potok) e il torrente Martesìn (Martežin potok).

## La foce del Risano nei secoli
Nell'antichità il vallone di Capodistria presentava due baie minori: la Val Stagnòn (Škocjanski zatok) a est dell'isola capodistriana, dove ancora recentemente sfociava il fiume Cornalunga (Badaševica) e la più profonda Val Campi (zaliv Polje) a nord della foce del Risano. I due corsi d'acqua hanno scaricato sui fondali notevoli quantità di ciottoli, sabbia e argilla, che si sono distribuiti intorno al colle Sermino e allo sbocco in mare, creando un ampio delta pianeggiante, e restringendo il canale di collegamento della Val Stagnon con il mare.
Le origini del golfo di San Canziano (Škocjanski zaliv) e in seguito della Val Stagnòn, sono intimamente legate allo sviluppo urbano di Capodistria e del suo circondario. I primi embrioni di crescita sono infatti ravvisabili nei primi bacini di evaporazione dell'acqua, che vi entrava con l'alta marea. La produzione del sale, dopo il 1279, al tempo della Repubblica di Venezia si è andata sviluppando in modo notevole. Le saline vennero dotate di argini, per proteggerle dalle maree e dalle alluvioni provocate dalle piene dei fiumi, e attrezzate con una rete di canali di disimpegno. A sud dell'isola di Capodistria furono apprestate le saline di Semedella, che circondavano a mezzaluna l'abitato. Alla foce del Risano e nella Val Campi, sono state introdotte le saline maggiori, quelle di Sermino. Altre sono seguite pure sul lato est del golfo.
In epoca del dominio della Serenissima il Risano scorreva a sud del colle Sermino, poi venne corretto artificialmente il suo decorso a nord dello stesso per limitare i danni dell'interramento del mare attorno all'allora isola di Capodistria che ne metteva in pericolo la difendibilità. 
Le ex saline di Capodistria all'indomani della Grande Guerra divennero una zona malarica, dato che il Risano allagava i terreni circostanti ogni qualvolta si verificavano delle piogge più consistenti. 
Le autorità italiane del tempo decisero per la loro bonifica e per la regolazione dei corsi d'acqua, incominciando dalle saline di Semedella, dotandole di argini, collettori, canali di drenaggio, idrovore, regolando pure la parte terminale del Cornalunga, procedendo poi all'imbonimento della bonifica di Semedella, trasformandola in terreno agricolo. 
Capodistria è stata così definitivamente unita alla terraferma. Sotto il colle di San Canziano si è formata una baia di acque basse, stabilizzatasi col tempo e divenuta un significativo habitat di piante marine e di avifauna.
All'inizio degli anni sessanta del secolo scorso è iniziata a Capodistria la costruzione del porto, che si è andato estendendo verso Ancarano. La città perdeva così la sua primordiale caratteristica. La Val Stagnon, divenuta una laguna, fa tuttora parte del vallone di Capodistria, ma stretta tra la città, il porto e l'autostrada costiera, resta l'ultimo testimone dell'antica insularità capodistriana, è ora una riserva naturale gestita dall'Associazione per l'osservazione e lo studio degli uccelli della Slovenia (Društvo za opazovanje in proučevanje ptic Slovenije).